# Ribon
Ribon (яп. りぼん) — щомісячний японський журнал сьодзьо-манґи, який видається компанією Shueisha третього числа кожного місяця. Вперше вийшов у серпні 1955 року. Основними конкурентами журналу є Nakayoshi та Ciao. Це один із найбільш продаваних журналів сьодзьо-манґи — з 1978 року було продано понад 590 мільйонів копій. Тираж журналу сягав мільйонів у період з 1987 по 2001 рік, досягнувши піку в 2,3 мільйона примірників у 1994 році. У 2009 році тираж склав 274 167 примірників, а у 2010 році знизився до 243 334 примірників.
Сторінки журналу надруковані на різнокольоровому газетному папері. Випуски, які часто перевищують 400 сторінок, розповсюджуються з мішечком подарункыв (фуроку), починаючи від маленьких іграшок і закінчуючи барвистими блокнотами, присвяченими манзі, що публікується в журналі. У деяких випусках читачі можуть надсилати марки для отримання подарунків поштою. Серії манги з журналу пізніше збираються та публікуються у вигляді танкобонів під лейблом Ribon Mascot Comics (RMC). Ribon також надихнув на створення кількох спін-офф журналів, зокрема Bessatsu Ribon (1966–1968), Ribon Comics, перейменований на Junior Comics (1967–1968); Ribon Comic (1968–1971); Ribon Deluxe (1975–1978); та Ribon Original (1981–2006).

## Найпопулярніші серії манґи, видані в журналі
- Rozen Maiden
- Tokimeki Tonight
- Sally the Witch
- Sword Art Online
- Full Metal Panic!
- Slayers
- Legend of the Galactic Heroes
- The Twelve Kingdoms